# Empúries

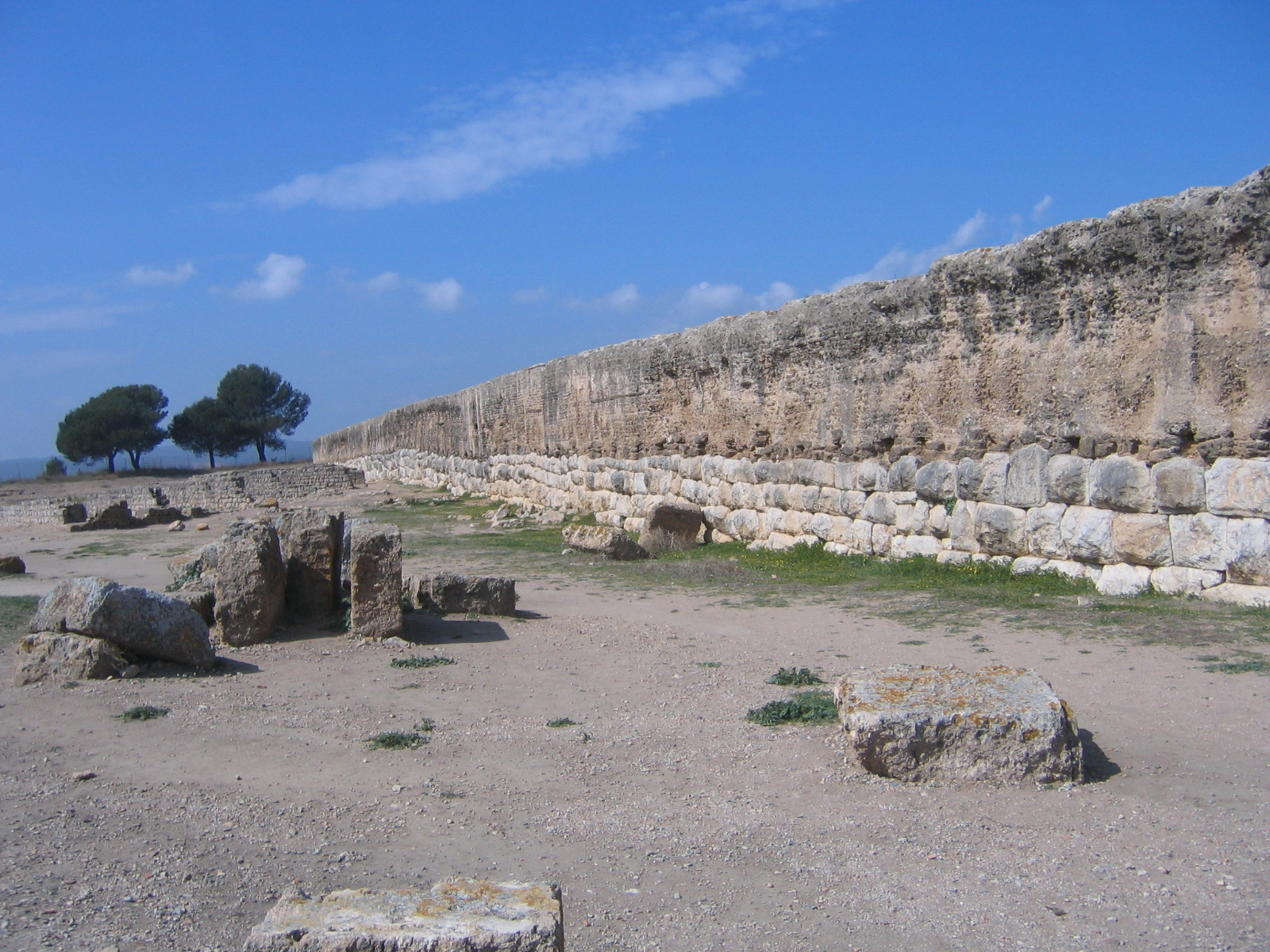
Romersk mur i Empúries

Empúries (katalanskt namn; på spanska Ampurias) är en ruinstad vid Kataloniens medelhavskust i grevskapet Alt Empordà, nordöstra Spanien. Den grundades år 575 f.Kr. av joniskt grekiska kolonister från Fokaia och under namnet Εμπόριον (Emporion, som betyder "marknad"), ursprungligen som en handelsstation mellan deras koloni Massilia och Tartessos. Under tidig medeltid övergavs staden, på grund av sitt oskyddade läge.

## Historia
Empúries grundades på en liten ö i floden Fluviàs mynning, i ett område som beboddes av indigeterna. Staden kallades senare Palaiapolis, "gamla staden", när invånarna cirka 550 f.Kr. flyttade till fastlandet och byggde Neapolis, "nya staden".
När Fokaia erövrades av perserkungen Kyros II år 530 f.Kr. ökade den nya staden i befolkning efter att många flyktingar flyttat dit. Trots hård press från Karthago lyckades staden behålla sin oberoende hellenska karaktär. Politiska och kommersiella avtal slöts med urbefolkningen som sedan länge bodde i den närbelägna staden Indika. Eftersom staden låg längs den kustnära handelsrutten mellan Massilia och Tartessos längst ner i södra Hispania utvecklades den till ett viktigt ekonomiskt och kommersiellt centrum, och blev den största grekiska kolonin på Iberiska halvön.
Staden ockuperades senare av romarna. Någon gång under den tidiga medeltiden övergavs staden på grund av sitt oskyddade läge för plundring från havet.